# Dutch Coast (duif)
Dutch Coast is een duif die zich in de Tweede Wereldoorlog heldhaftig gedragen heeft.
De duif leverde in april 1942 een SOS-bericht af van een RAF-bemanning die na een crash in de Noordzee was beland. Dutch Coast legde hierbij een tocht van zeven en een half uur af. De bemanning kon worden gered.

Op 13 december 2007 werd Dutch Coast hiervoor postuum onderscheiden met de Dickin Medaille, de hoogste Britse onderscheiding voor dieren.
Tweede Wereldoorlog ·
Nederland in WO2 ·
België in WO2 ·
nazi-Duitsland ·
 Portaal:Tweede Wereldoorlog